# Зацукровані квіти

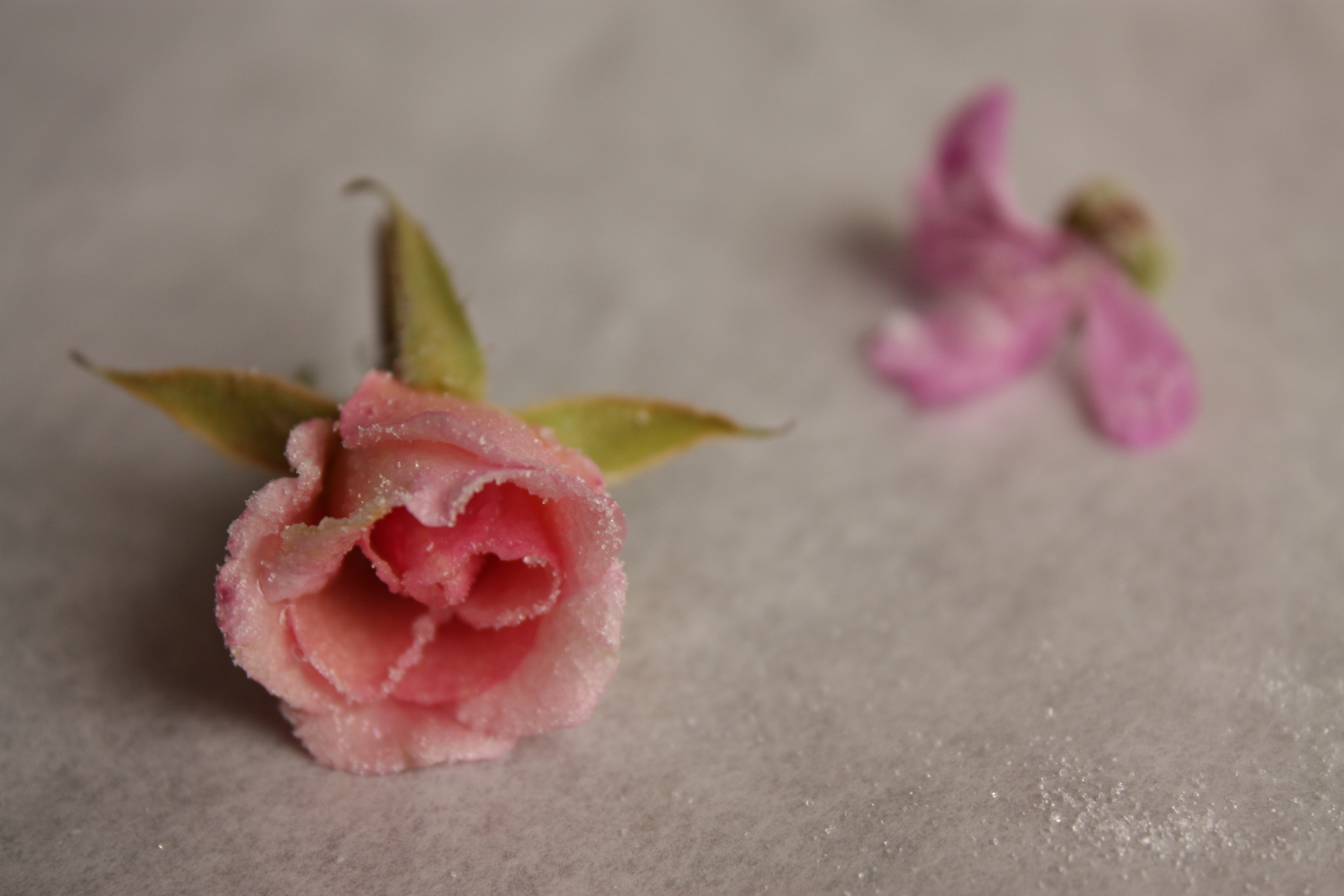
Зацукрована троянда

Зацукровані квіти — їстівні квіти або пелюстки їстівних квітів, законсервовані в цукровому сиропі або цукрі. Використовуються для прикрашання тортів, десертів, як компонент фруктових салатів та як самостійний десерт.

## Історія
Використання їстівних квітів у кондитерському мистецтві походить з арабських країн. Квіти використовувалися для виготовлення шербету, сиропів, квіткової води. Виготовлення зацукрованих фруктів (кандирування) було традиційним способом заготівлі на Близькому Сході. Тут заготовляли і ласощі гулканд з подрібнених квітів, змішаних з цукром. Перша згадка квітів у кондитерському виробництві в Європі відноситься до XI століття: з троянд і фіалок готували варення та джеми. У XVII–XVIII століттях входять в моду імітації живих квітів, майстерно виконані з карамелі і ароматизовані квіткової есенції. За участю цукрових квітів створювали цілі скульптурні композиції. В цей же час відродився і інтерес до живих квітів як до інгредієнту для кондитерських виробів. У кулінарній книзі «Delightes for Ladies» описаний рецепт виготовлення зацукрованих троянд з використанням цукрового сиропу, звареного на трояндовій воді. У книзі містився і більш екзотичний спосіб зацукровування троянд, відповідно до якого квітки слід поливати цукровим сиропом, ще коли вони перебували на трояндовому кущі.
Зацукровані троянди, фіалки та квіти помаранчевого дерева стали настільки популярні, що їх виробництво прийняло промисловий масштаб. Щоб зацукровані квіти добре виглядали і довго зберігалися, їх треба збирати вночі або на світанку і переробляти протягом декількох годин після збору. Тому підприємства, що випускали солодкі квіти, розташовувалися поблизу традиційних районів квітництва, в основному в Іспанії, на півдні Франції та північному заході Італії.
За рецептом, запатентованим в 1906 році, до цих пір виробляє зацукровані пелюстки троянд компанія Pietro Romanengo fu Stefano, заснована в 1780 році в Генуї. Згідно з рецептом, пелюстки деякий час варяться в цукровому сиропі, що призводить до втрати забарвлення, тому їх присипають цукром, підфарбовують харчовими барвниками.

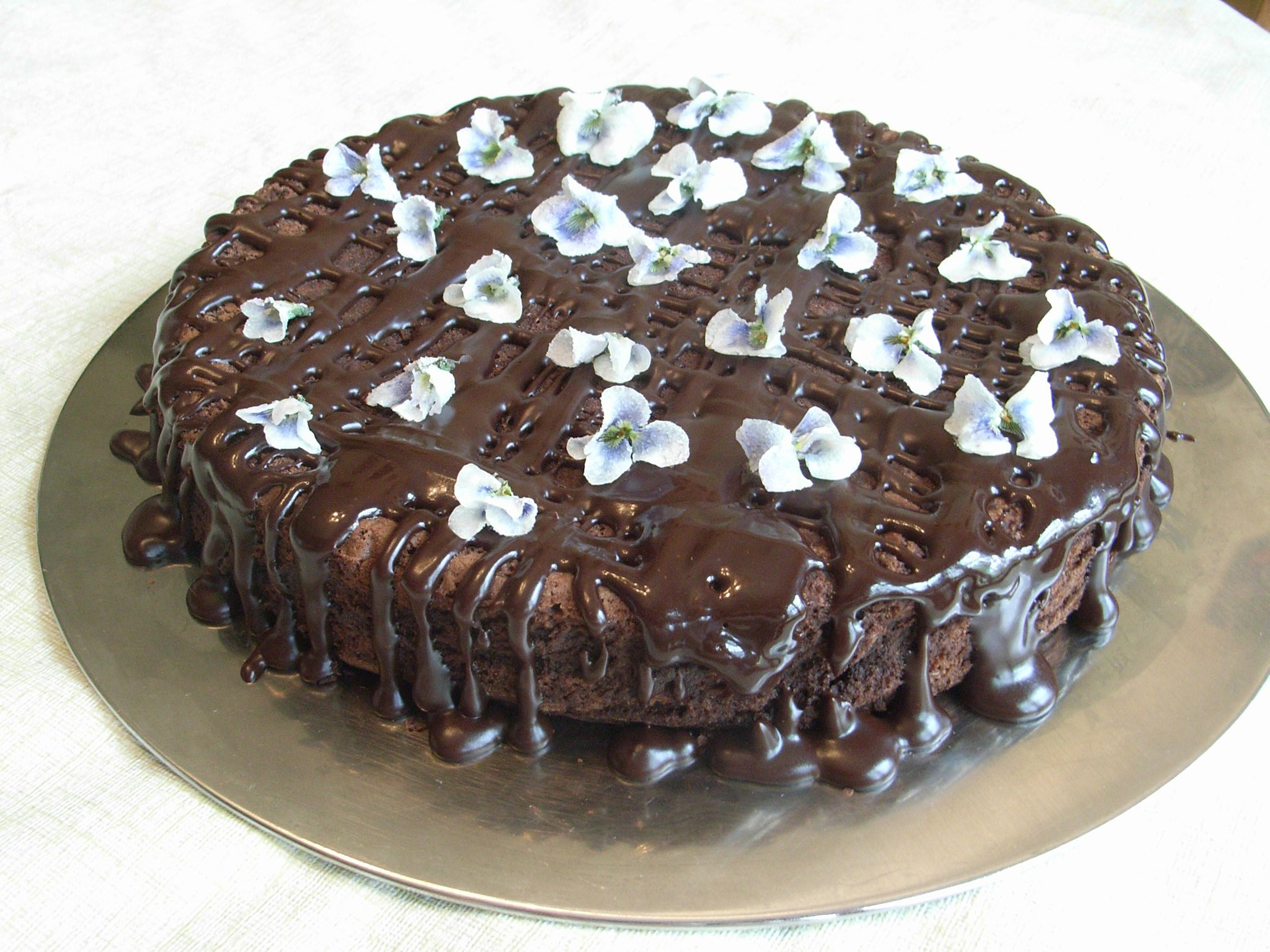
Шоколадний торт з зацукрованими фіалками

Для промислового виробництва цілих квіток фіалки використовують фіалку запашну і пармську фіалку. Технологія виготовлення зацукрованих фіалок з Італії була завезена в Тулузу (Франція). На початку XX століття в околицях Тулузи налічувалося близько 400 ферм, які вирощували фіалки. Численні кондитери не відчували нестачі сировини. З тих пір зацукровані фіалки звуться «тулузькі фіалки». Під торговою маркою La Violette de Toulouse зацукровані фіалки випускає компанія Candiflor, що пропонує також зацукровані троянди, квітки бузку та інші види квітів.
Зацукровані квіти помаранчевого дерева (флердоранж) були популярні як весільний атрибут в Італії. Згодом їх замінили імітації, виконані з цукрової мастики з флердоранжевою водою.

## Їстівні квіти
Квіти, призначені для зацукровування, повинні бути отримані з відомих джерел, що не використовують при їх вирощуванні хімікати. Квіти повинні бути здоровими, не пошкодженими комахами і свіжо розпустившимися. Кращий час для збору квітів — ранній ранок.
Для кондитерських цілей рекомендують троянди, фіалки, флердоранж і яблуневі квіти, чорнобривці, бузок, акацію, мімозу, хризантеми, гвоздики, нарциси, жасмин, огірочник, розмарин та інші, а також листя м'яти, барбариса, суниці, материнки, липи, чорної смородини, дягеля, яглиці та інших рослин.

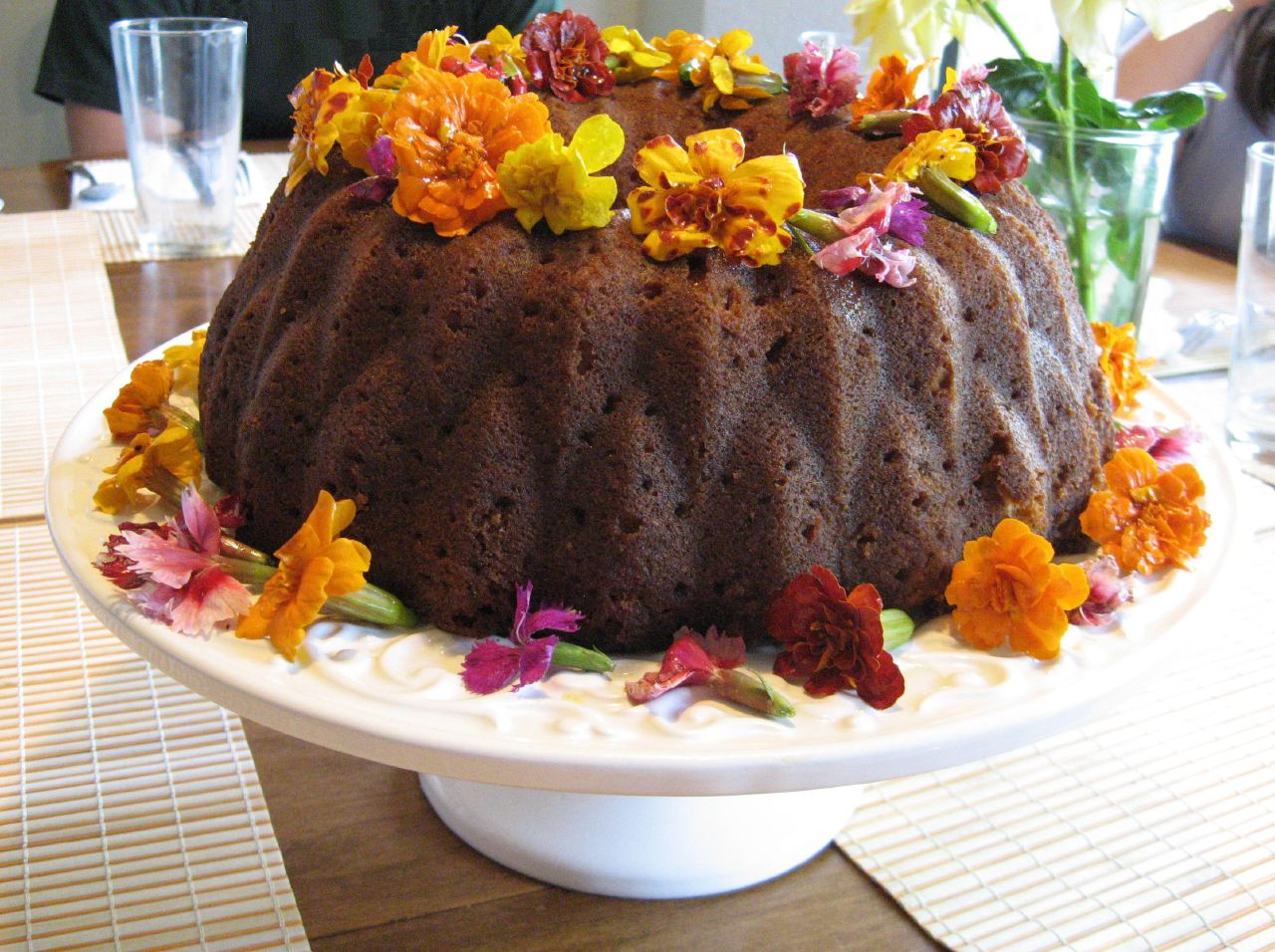
кристалізовані чорнобривці та гвоздики прикрашають ванільний кекс.

## Виготовлення
В процесі зацукровування цукор проникає всередину тканин квітки, радикально змінюючи його текстуру і смак, при цьому зовнішній вигляд при дотриманні технології майже не змінюється. Квітки дійсно стають ароматними ласощами.
Зацукровані квіти готують різними способами. В процесі кандирування в результаті осмотичного проникнення через клітинну мембрану цукор потрапляє всередину клітин квітки. Цей спосіб підходить для зацукровування пелюсток, які повністю занурюють в гарячий густий сироп. Для зацукровування цілих квіток застосовується методика кристалізації (фр. praliner — покривати карамеллю).
У домашніх умовах квіти змащують вручну яєчним білком за допомогою м'якого художнього пензлика і присипають дрібним кристалічним цукром. Яєчний білок захищає квітку від бактерій і грає роль клею, що закріплює цукор на поверхні квітки, поки він не проникне в тканини. Замість яєчного білка можна використовувати кукурудзяний сироп, ароматизований ванільним або мигдалевим екстрактом, в цьому випадку квітка присипають цукровою пудрою. Як клейку речовину можна використовувати розведений у воді гуміарабік, закріпивши його шаром цукрового сиропу. Великі квіти темного забарвлення та квітки лимона можна за допомогою пензля змастити тонким шаром білка, збитого з цукровою пудрою, при цьому виходить матова поверхня.
Посипані цукром квіти висушують на повітрі протягом 1–4 діб або протягом декількох годин в духовій шафі або сушарці для овочів. Добре висушені квіти можуть зберігатися в коробках, перекладені папером, до одного року при кімнатній температурі, в холодильнику або морозильній камері.

## Використання
Зацукровані квіти використовують для прикраси тортів, тістечок, десертів, закусок. Зацукрованими трояндами декорують весільні торти. Квітки запашного горошку відмінно підходять до канапок з лососем. Зацукровані квіти можна заморозити у формі для льоду і подавати з напоями.
Зів'ялі квіти лілійнику, зварені в цукровому сиропі з соком лимону і підсушені при кімнатній температурі, можна їсти як самостійний кондитерський виріб.